# Wescley Gomes dos Santos
Wescley Gomes dos Santos (født 11. oktober 1991) er en brasiliansk fodboldspiller.